# 休暇小屋
『休暇小屋』（きゅうかごや）は、遊佐未森の16枚目のオリジナル・アルバム。2006年5月10日にDVD付初回限定盤（YCCW-10022/B）・通常盤（YCCW-10023）の2形態でヤマハミュージックコミュニケーションズより発売。

## 概要
前作『Bougainvillea』（2003年8月20日）から約3年後に発表された。全曲の作詞・作曲が遊佐自身によるものとなった。
NHK『みんなのうた』で2005年12月から2006年1月にかけて放送された「クロ」が収録。初回限定盤では番組で放映されたアニメのDVDが付属する。ある日大きな木の下で出会い、そのまま家に居着いてしまった半ノラの黒猫「クロ」との暮らしと別れの思い出を歌った曲で、歌詞は遊佐の実体験に基づいている。アニメのイラストは漫画家のおーなり由子が担当した。

## 収録曲
全作詞・全作曲・編曲（2,9,12）：遊佐未森
編曲：鹿島達也（1,3,4,6,7,8,10）中西俊博（5）上田禎（11）
1. 休暇小屋
2. ベージュ
3. boy
4. 春の雨
5. あやとり（Instrumental）
6. faraway
7. 白い花
8. 冬の日のW.
9. エニシダ通り（Instrumental）
10. クロ　NHK『みんなのうた』放送曲。
11. sweet petite
12. コハク（Instrumental）

## 主な参加ミュージシャン
- 楠均(Ds, Perc)
- 鹿島達也(B, G, Glocken)
- 西海孝(G, Banjo)
- 阿部尚徳(Operation, Org)
- 中西俊博(Violin)
- 平松加奈(Violin)
- 波田生(Viola)
- 橋本歩(Cello)
- 上田禎(G)
- 松本健一(Sax)
- アンジェラ・アキ(Vo)
- 北原雅彦(Trombone) from 東京スカパラダイスオーケストラ
- GAMO(Sax) from 東京スカパラダイスオーケストラ